# Xarxa de Televisions Locals
La Xarxa de Televisions Locals o XTVL (en español: Red de Televisiones Locales) es una agrupación de una setentena de televisiones locales de España y, más concretamente, de las comunidades autónomas de Cataluña, Baleares y la Comunidad Valenciana. 
La XTVL es un proyecto conjunto de la Diputación de Barcelona (a través de la empresa pública Xarxa Audiovisual Local) y la asociación Televisions Locals de Catalunya (TLC). Su objetivo es promover la colaboración y el intercambio de contenidos entre las televisiones locales asociadas, así como el asesoramiento técnico y jurídico a sus miembros.

## Historia
En 1999 la Diputación de Barcelona (a través de la Agència de Comunicació Local) y la que entonces era la mayor asociación de televisiones locales de Cataluña, la Federació Pro Legalització de les TV Locals de Catalunya (actual Televisions Locals de Catalunya) iniciaron un proyecto de colaboración orientado a las televisiones locales, tanto las de titularidad municipal como aquellas privadas que tenían el respaldo de su ayuntamiento. El proyecto cristalizó en el Circuit de Televisions Locals (en español: Circuito de Televisiones Locales), cuyo objetivo era promover la colaboración y el intercambio de contenidos entre las distintas televisiones locales de Cataluña.
En el año 2001 el proyecto dio un importante paso adelante al empezar a usar el satélite para el intercambio de contenidos y producciones entre canales. En 2002 el Circuit de Televisions Locals dio paso a una nueva marca, la actual Xarxa de Televisions Locals, y ese mismo año se establece un centro de operaciones en la calle Almogàvers de Barcelona. 
En 2004 la Diputación de Barcelona creó la Xarxa Audiovisual Local, empresa encargada de gestionar el papel de la institución pública en la XTVL. Asimismo, la XAL puso en marcha dos agencias de noticias, la Xarxa de Notícies (XN) y la Xarxa d’Esports (XS), destinadas a producir contenidos informativos para las televisiones asociadas.
En abril de 2006 la XTVL trasladó su sede y sus platós al Parc de la Maternitat, también en la ciudad condal.
Xarxa de Televisions Locals pertenece a Red de Medios Comunitarios.

## Producciones y programas
Gracias a la sindicación de contenidos, las televisiones que forman parte de la Xarxa pueden completar sus parrillas con los programas que esta distribuye por satélite. La XTVL facilita a sus miembros contenidos informativos, de servicio público y de entretenimiento, que son producidos por las distintas televisiones asociadas, por productoras externas o por el propio personal de la XTVL.

## Televisiones federadas a Xarca de Televisions Locals
- Aran TV

- Banyoles Televisió

- Barcelona Televisió

- www.canal21ebre.com

- Canal Blau TV

- Canal Camp

- Canal Reus TV

- Canal Taronja Anoia

- Canal Taronja Central

- Canal Terrassa Vallès

- Canal Terres de l'Ebre

- Despí TV

- EL 9 TV

- elprat.tv

- Empordà Televisió

- ETV

- Gavà Televisió

- Lleida Televisió

- m1tv

- Miramar Tv

- Olot Televisió

- Ràdio i Televisió d'Andorra

- TAC 12

- Televisió de Badalona

- Televisió del Ripollès

- TV Costa Brava

- TV Girona

- TVM Televisió de Manresa

- TV Vandellòs

- Vallès Visió

- VOTV